# Desmogymnosiphon chimeicus
Desmogymnosiphon chimeicus är en enhjärtbladig växtart som beskrevs av Emilio Guinea. Desmogymnosiphon chimeicus ingår i släktet Desmogymnosiphon och familjen Burmanniaceae. Inga underarter finns listade i Catalogue of Life.